# Tumnus
Tumnus est un personnage secondaire du Monde de Narnia, série littéraire de l'écrivain irlandais C. S. Lewis.
Le nom de Tumnus a peut-être été inspiré de Vertumnus, dieu des jardins et des vergers chez les Étrusques puis chez les Romains.

## Biographie de fiction
Tumnus est un faune, une créature narnienne. Il vit dans la forêt enneigée à l'ouest de Narnia, au lieu-dit de la Lande du Réverbère, et porte une écharpe rouge.

### Le Lion, la Sorcière blanche et l'Armoire magique

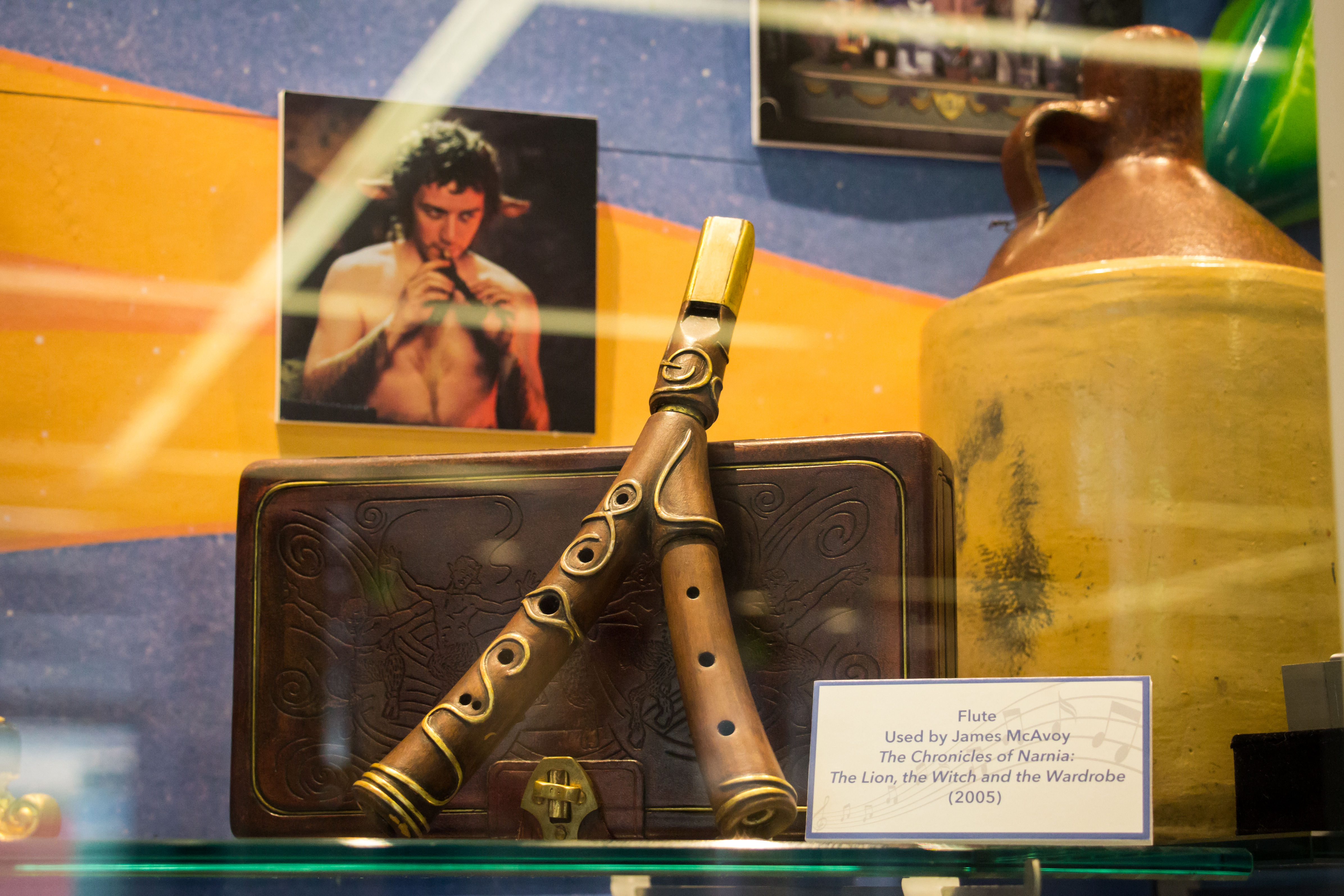
Une flûte utilisée par James McAvoy dans The Chronicles of Narnia: The Lion dans le cadre d'une exposition des archives Walt Disney de souvenirs liés au film, à la télévision et à la musique du parc Disney dans le hall du bâtiment Frank G. Wells où se trouvent les archives.

C'est le premier du monde de Narnia à avoir rencontré Lucy. Il la recueillera et passera du temps avec elle. Avec sa flûte, il lui jouera des « berceuses de Narnia » pour l'endormir et la livrer à la Sorcière blanche, sans passer à l'acte toutefois. Quand elle se réveillera, Lucy verra Tumnus rempli de remords et prendra la fuite.
Mais, quand Lucy revient avec ses frères et sa grande sœur, Tumnus a été enlevé par Maugrim, le chef de la police secrète de la Sorcière blanche et emmené dans son palais glacé. Il sera transformé en statue de pierre par la sorcière, et finalement libéré du maléfice par Aslan.
Tumnus participera, après leur arrivée, à l'extermination des derniers survivants ennemis de la Bataille de Beruna.

### Le Cheval et son écuyer
Durant le règne des quatre Pevensies, Tumnus est toujours présent, et commence à vieillir et à prendre de l'expérience. Il est membre de l'ambassade narnienne à Calormen au sujet de l'éventuel mariage entre la reine Susan et le prince Rabadash. Lorsque les narniens se rendent compte du piège de Rabadash, qui veut les garder prisonniers pour forcer Susan à l'épouser, c'est Tumnus qui imagine un plan pour fuir Calormen, sauvant les narniens.
C'est également lui qui prendra soin de Shasta, le principal personnage du livre, lorsque ce dernier est recueilli et protégé par les Narniens, qui le prennent pour le prince d'Archenland (pays allié de Narnia), nommé Corin, en raison de sa troublante ressemblance avec Shasta. On apprend à la fin du roman que Shasta et Corin sont en réalité deux frères jumeaux, séparés quand ils étaient bébés par un seigneur félon d'Archenland.

### La Dernière Bataille
Lors du dernier épisode de Narnia, Tumnus, mort depuis des millénaires dans le Narnia « connu », est finalement présent dans le « vrai » Narnia, le pays d'Aslan, où il retrouve les Pevensies quand ces derniers y sont transportés par magie à leur mort dans leur monde. Il compare les mondes à un oignon, expliquant à Lucy que le véritable Narnia était comme le centre des mondes, et le faux Narnia n'en était qu'une copie, un revêtement superficiel, et qu'ils sont au véritable Narnia.

## Rôle
Tumnus est le premier ami narnien de Lucy Pevensie. Il a fait semblant d'être son ami pour l'inviter dans sa caverne et l'endormir dans le but de la livrer à la Sorcière Blanche mais il n'a pas le courage de le faire. Lors du règne des Pevensies, il les aide et les conseille, notamment pour l'épisode de l'ambassade narnienne piégée à Calormen. Il est un membre influent au sein du Conseil de Narnia, dirigé par le roi Edmund, et se nomme désormais « maître Tumnus ».

## Au cinéma
Son rôle a été interprété au cinéma par James McAvoy.

## Au théâtre
Son rôle a été interprété par David Lambert.